# 安普芬
安普芬是德国巴伐利亚州的一个市镇。总面积31.13平方公里，总人口6077人，其中男性3038人，女性3039人（2011年12月31日），人口密度195人/平方公里。